# Créancey
Créancey é uma comuna francesa na região administrativa da Borgonha-Franco-Condado, no departamento de Côte-d'Or. Estende-se por uma área de 16,7 km². Em 2010 a comuna tinha 528 habitantes (densidade: 31,6 hab./km²).